# 那須政資
那須 政資（なす まさすけ）は、戦国時代の武将。那須氏18代当主。

## 略歴
那須氏17代当主・那須資房の子として誕生した。元服に際して、2代古河公方・足利政氏より偏諱を受け政資と名乗る。
下那須家の出身であるが、永正11年（1514年）に上那須家が内紛により断絶すると、祖母が那須明資の娘だった縁もあり上那須家の当主として大関氏や大俵氏といった家臣達に擁立される。下那須家の父・資房の隠居後は統一された那須家の当主を務めた。断絶した上那須家・那須資永の実兄・結城顕頼やそれを支援する岩城常隆、さらに資永の養父・那須資親の縁者で上那須家の継承権を主張する下野宇都宮氏など近隣の勢力と対立し、しばしば戦いを繰り広げた。
鎌倉以来の名家・那須氏の戦国大名化を目指したものの、永正6年（1509年）からの永正の乱による古河公方家の内紛（政氏・高基父子の争い）は那須氏にも影響を及ぼし、高基の偏諱を受けた嫡男・高資を擁立した大関宗増らの勢力と対立し、烏山城を上杉氏と結んだ高資に奪われ家督を強奪されたが、上那須地方に拠って抵抗し、結果として那須家の再分裂を招いてしまった。
永正17年（1520年）、岩城由隆や白河結城氏に攻められるが、父・資房が宇都宮忠綱から援軍を得て政資を支援し、縄釣原で岩城軍を破っている。翌大永元年（1521年）、岩城由隆が宇都宮忠綱や小田政治を誘い、資房の上川井城を攻めるが、資房が烏山城に退くと撤兵した。同時に政資は父の意向に沿い、常陸国の佐竹氏の仲介で和睦の印として岩城常隆の娘を正室に迎えている。
天文8年（1539年）9月21日には宇都宮尚綱や佐竹義篤、小田政治の援軍を受け、子・高資の拠る烏山城を攻撃した。
晩年ははっきりしないが、天文13年（1544年）頃には高資との和睦が成立して隠居し、天文15年7月23日（1546年8月19日）に没したとする説が有力である。また、天文18年（1549年）に宇都宮尚綱と組んで高資を攻撃したものの、天文18年（1549年）の喜連川五月女坂の戦いで大敗を喫して自害に追い込まれたとする説もある。